# Купецкий, Роберт
Роберт Рышард Купецкий (пол. Robert Ryszard Kupiecki) (родился 5 сентября 1967 года, Варшава, Польская Народная Республика) — польский политолог и дипломат, посол в США в 2008—2012 годах. С 2012 года государственный подсекретарь в Министерстве национальной обороны Польши.

## Биография
Выпускник исторического факультета Варшавского университета (1991) и Государственной школы публичной администрации (1994). Докторскую диссертацию защитил в 1998 году на факультете журналистики и политических наук Варшавского университета. В 2011 году в Институте политических наук Польской академии наук получил степень хабилитированного доктора политических наук на основе исследования «Сила и солидарность: Стратегия НАТО в 1949—1989 годах» (пол. Siła i solidarność. Strategia NATO 1949–1989). Также обучался в Женевском центре политики безопасности. Автор множества публикаций по новейшей истории и современным международным отношениям.
После окончания учёбы работал в Институте истории Польской академии наук и в редакции «Исторических ведомостей». В 1994 году стал сотрудником Министерства иностранных дел, где занимался многосторонней дипломатией и проблематикой международной безопасности. В 1999—2004 был заместителем посла Польши в НАТО. В 2004—2008 директор департамента политики безопасности МИД. В течение 15 лет был членом редколлегии «Стратегического ежегодника», а также членом редакции «Международных отношений».
С 6 февраля 2008 года по 28 июля 2012 года чрезвычайный и полномочный посол Польской Республики в Соединённых Штатах Америки. Одновременно был аккредитован в Содружестве Багамских островов и в качестве наблюдателя в Организации американских государств.
После возвращения на родину, с 22 августа 2012 по 2015 г. государственных подсекретарь (заместитель министра) в Министерстве национальной обороны. После этого преподаватель Академии Национальной обороны и Варшавского университета.

## Награды
- Кавалер ордена «Polonia Restituta» (2012)[3]
- Золотая медаль «За заслуги при защите страны»
- Серебряная медаль «За заслуги при защите страны»
- Офицерский крест ордена «За заслуги перед Литвой» (2005)
- Орден Креста земли Марии V класса (Эстония, 2008)[4]
- Серебряная медаль заслуг Словацкой Республики

## Избранные публикации
- Natchnienie milionów. Kult Józefa Stalina w Polsce 1944—1956, Warszawa 1992. ISBN 83-02-05132-2
- NATO a operacje pokojowe. Studium sojuszu w transformacji, Warszawa-Toruń 1998. ISBN 83-7174-821-9
- NATO u progu XXI wieku, Warszawa 2000. ISBN 83-87545-51-1
- Od Londynu do Waszyngtonu. NATO w latach dziewięćdziesiątych, Warszawa 1998. ISBN 83-87545-09-0
- Na zakręcie historii. Poznań 1956 (в соавторстве с Ежи Эйслером), Warszawa 1992. ISBN 83-02-04953-0
- Historia polityczna świata 1945—1995. Kalendarium (в соавторстве с Markiem Deszczyńskim и Tomaszem Moszczyńskim), Warszawa 1996. ISBN 83-902522-0-1
- Polityka zagraniczna Polski 1918—1994 (в соавторстве с Krzysztofem Szczepanikiem), Warszawa 1995. ISBN 83-85838-37-6
- Siła i solidarność. Strategia NATO 1949—1989, Warszawa 2009. ISBN 978-83-89607-59-1
- Organizacja Traktatu Półnoatlantyckiego, Warszawa 2016, ISBN 978-83-65427-03-8
- Stosunki NATO-Federacja Rosyjska w świetle dokumentów (в соавторстве с Markiem Menkiszakiem), Warszawa 2018, ISBN 978-83-64895-98-2